# Bar Sport
El Bar Sport és una edificació del municipi de Palau-saverdera (Alt Empordà) inclosa en l'Inventari del Patrimoni Arquitectònic de Catalunya.

## Descripció
Situada dins el nucli urbà de Palau-saverdera, a la Plaça de Catalunya i força propera al nucli antic de la població. Es tracta d'una casa entre mitgeres, formada per tres crugies estructurades en dues plantes. La façana té diversos elements ornamentals. A la planta baixa hi ha tres grans obertures (dues d'arc escarser i una rectangular) emmarcades per arcs de mig punt motllurats i pintats de color verd, units per un fris amb rajoles decorades amb motius vegetals. A la planta superior hi ha tres balconades amb baranes de forja i obertures rectangulars emmarcades amb columnetes i capitells. Damunt seu, a manera de guardapols, tres cossos sobresortints decorats amb un emmarcament d'arc de mig punt i tres medallons circulars amb diferents inscripcions en relleu. Al medalló central hi ha les lletres "JM" entrellaçades i, a banda i banda, "ANY" i "1906". Per sota els medallons, un petit fris amb decoració d'esgrafiats. Corona la façana una balustrada interrompuda per la part superior dels guardapols anteriorment descrits, acabats a dues vessants amb rajoles ceràmiques. Entre aquests guardapols hi ha un fris de rajoles policromes decorades amb motius florals i un doble ràfec de dents de serra, on s'assenta la balustrada.

## Història
Encara que no s'han pogut trobar fonts escrites que facin referència al Bar Sport, s'ha pogut constatar, a través de la informació oral prestada pels llogarrencs, que era en principi la casa on hi vivia el ferrer de la vila. Posteriorment va ser reconvertida en un bar i actualment s'ha tornat al seu ús originar d'habitatge.
D'altra banda, la casa també té el nom de Can Macau o Casa Isidre Macau. Isidre Macau Teixidor (Palau, 1882-Barcelona, 1946) era net de Miquel Macau Bech, i fill d'Antoni Macau Caussa. Estudià magisteri a Girona i el títol de Mestre Superior a Barcelona. Es convertí en un dels palauencs rellevants del segle xix. Fou mestre als pobles de Piera -on descobrí un important jaciment de fòssils- Verges i Sarrià de Ter. Anys més tard obtingué plaça definitiva de mestre a Barcelona on fixà la residència. El seu tarannà naturalista el va conduir a col·leccionar diverses espècies botàniques i a practicar l'arqueologia, destacant els estudis de l'abric neolític de Can Simó o del megalític empordanès, uns treballs publicats per la institució Catalana d'Història Natural.
Tot el seu patrimoni va ser llegat al Museu Arqueològic de Sant Pere de Galligants per desig del de les seves filles.